# Heinrich Bere
Heinrich Bere († 1434) war ein Ratsherr und Bürgermeister der Hansestadt Lüneburg.

## Leben
Er stammte aus dem Lüneburger Patriziergeschlecht Bere und war der Sohn von Heyno Bere und dessen Ehefrau Hille.  
Heinrich wurde 1397 Ratsherr und 1409 Bürgermeister von Lüneburg. 
Er heiratete 1394 Mechthild Hoyemann, Tochter des Ditmar Hoyemann junior und der Beata Abbenburg, einer Tochter des Ratsherrn und Richters Hartwig Abbenburg. Sie hatten zwei Kinder. Der gleichnamige Sohn Heinrich wurde Kanoniker im Stift Bardowick. Die Tochter Wobbeke (gest. 1439) heiratete den Ratsherrn Albert Elvers.